# ペーター・ゲーリング

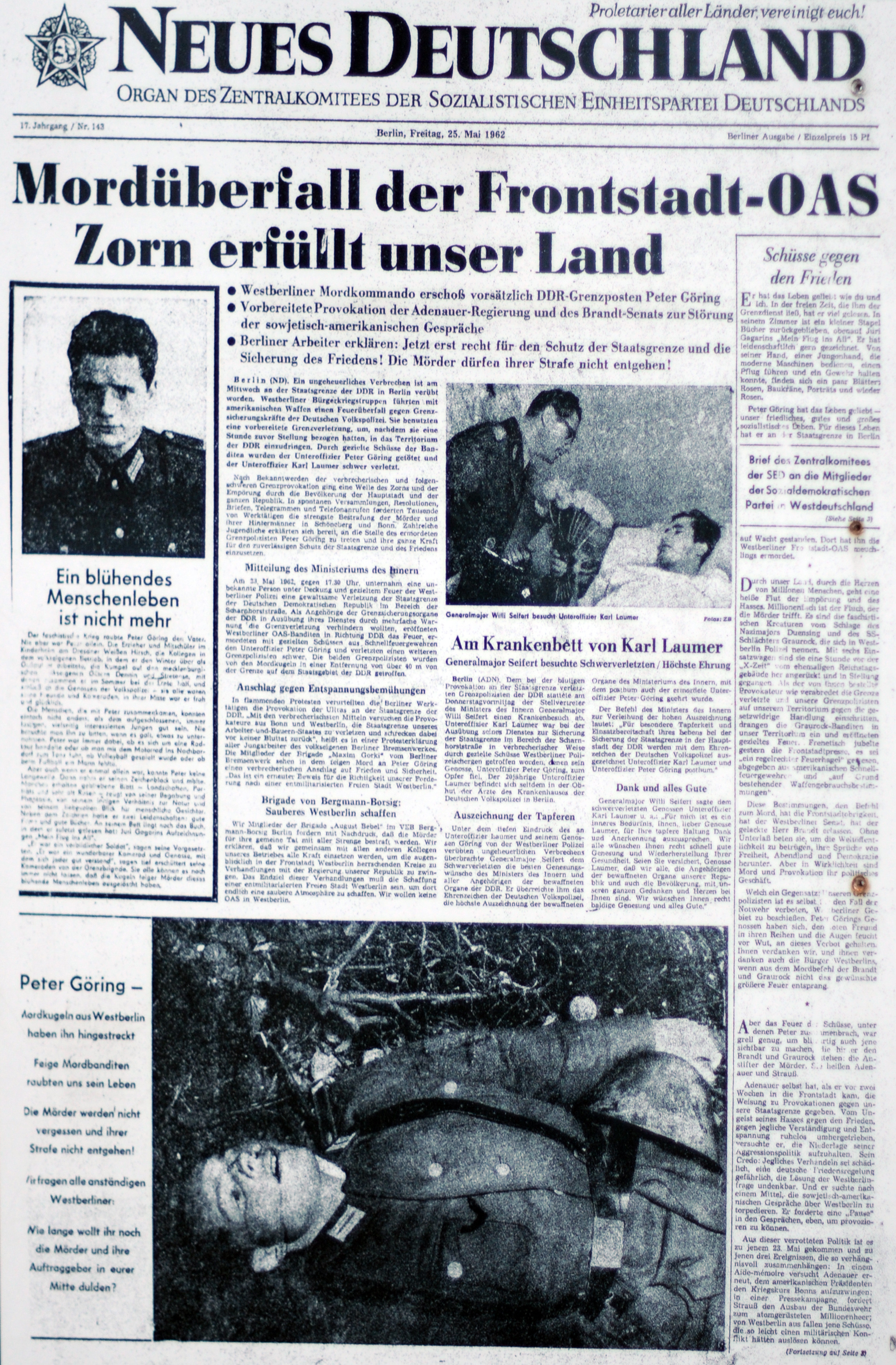
ペーター・ゲーリングの死を報じる『ノイエス・ドイチュラント』紙。

ペーター・ゲーリング(Peter Göring, 1940年12月28日 - 1962年5月23日)は、ドイツ民主共和国（東ドイツ）の軍人。国境警備隊の隊員で、最終階級は上等兵(Gefreiter)。国境警備任務の最中にドイツ連邦共和国（西ドイツ）への脱走者を発見したゲーリングらはこれを銃撃したが、まもなく西ベルリン側の警察官らと銃撃戦に発展し、その末に殉職した。東独政府当局では、彼をベルリンの壁における死者の1人として顕彰していた。

## 経歴
1940年、ドレスデンに生まれる。鋳物機械工(Gussputzer)としての教育を受けていたが、1960年には当時ドイツ人民警察の部局だったドイツ国境警察に入隊した。1961年、国境警察は国境警備隊へと発展する。

### 殉職
1962年5月23日、彼は対岸に国境を望むベルリン＝シュパンダウ運河沿いの傷痍軍人墓地にほど近い哨所に哨所長(Postenführer)として勤務していた。17時35分頃、14歳の学生ヴィルフリート・テーフス(Wilfried Tews)が脱走を試み、傷痍軍人墓地近くの国境を超えて運河に飛び込んだ。運河の川幅はおよそ22m程度で、彼が飛び込んだ場所はゲーリングが勤務する哨所の監視塔からおよそ200m、「西」のザントクルーク橋からおよそ300mの地点であった。テーフスを発見した東独国境警備隊員ら8名は数発の警告射撃を行った後、銃撃を開始した。銃撃を受けたテーフスは水の中に沈んだが、隊員らはテーフスの生死を確認できなかった為、確実に射殺するべくもう一度銃撃を行ったという。彼ら8名はMPi-K突撃銃を用いてテーフスに対し121発の銃撃を行ったとされ、そのうち少なくとも44発はゲーリングによる発砲であった。
ところが2度目の銃撃の折、狙いが逸れた何発かが西ベルリン領内に流れ、テーフスを助けるべく橋の脇の階段を降りていた西ベルリン警察の警官らからおよそ100mの箇所に着弾した。これを自分たちに対する銃撃と誤認した警官らによる応射を受け、ゲーリングは倒れたのである。彼は3発の銃弾を受けたとされ、1発は左手の人差し指を吹き飛ばし、もう1発は正面から左肩を抜けていた。最後の1発は背面から左腎付近を貫通しており、背後にあった壁面からの跳弾であったと考えられている。左腎付近への被弾が致命傷となり、ゲーリングはまもなく死亡した。また、彼の他にも太股に被弾し重傷を負った隊員もいる。テーフスは西ベルリン警察によって救助されたが、8発の銃弾を身体に受けており、治療後も障害が残った。

## 東独におけるプロパガンダ
ゲーリングは、ベルリンの壁警備任務の最中に西ベルリン警察によって射殺された最初の国境警備隊員だった。東独の報道では、彼の死を殺人事件(Mord)として扱っていた。この事件では、東西双方の銃撃が共に国際法に違反している可能性がある。死後、ゲーリングは軍曹(Unteroffizier)への特進が認められ、東独における英雄の1人として扱われていくことになる。記念碑が建てられただけではなく、いくつかの学校や大通りは「ペーター・ゲーリング」の名を冠して改名している。ただし、多くはドイツ再統一後に再び改名されている。

## 再統一後の法的扱い
2002年5月28日から6月14日にかけて、テーフスの銃撃に参加した国境警備隊員8名のうち3名がベルリン地方裁判所(Berliner Landgericht)にて殺人未遂の容疑で裁かれた。しかし裁判所では「仮に彼らに殺意があったなら、テーフスにはより大量の銃弾が打ち込まれていただろう」との判断に基づき、3名ともに無罪判決を下し、さらにテーフスが受けた銃撃は全てゲーリングのものであった可能性すらあるとも述べている。